# Hilda van Whitby
Hilda van Whitby ( Deira ca. 614 – Whitby, 17 november 680) was abdis van Hartlepool Abbey en stichter, tevens abdis van het dubbelklooster Whitby Abbey (Streaneshalch).
In het daarop volgende jaar, dat is in het jaar van de menswording onzes Heren 680, verliet op 17 november de vroomste dienares van Christus, abdis van het klooster dat Streaneshalch wordt genoemd, deze aarde op de leeftijd van zesenzestig jaar; waarvan zij de eerste drieëndertig jaar op de meest edele wijze in het wereldse kleed doorbracht; en nog edeler de overblijvende helft van haar leven in het klooster wijdde aan onze Heer, om na vele hemelse werken op aarde te hebben gedaan, de beloning van het hemelse leven te ontvangen
Aldus Beda die acht jaar voor haar overlijden is geboren, in zijn Historia ecclesiastica gentis Anglorum van 731, de belangrijkste bron van dit artikel.

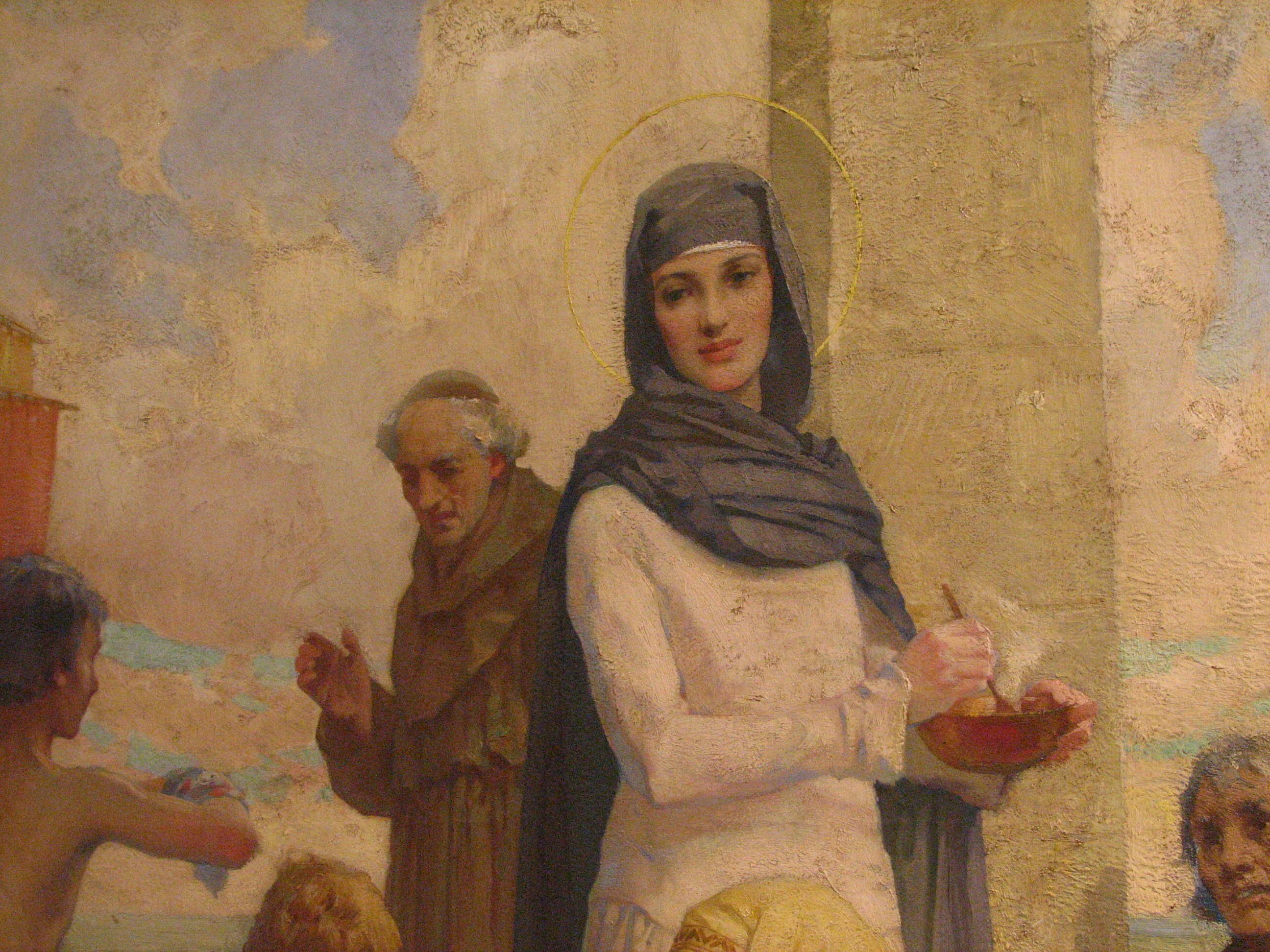
St. Hilda in Hartlepool door James Clark
(detail, olieverf)

## Eerste levensjaren
Hilda is geboren in het koninklijke huis van Deira in een turbulente tijd van oorlog en geweld toen het koninkrijk schatplichtig was aan het nabije Bernicia. Volgens Beda is Hilda (of Hild, de Angelsaksische versie van haar naam) de tweede dochter van Breguswith en Hereric, een neef van Edwin van Northumbrië. Haar oudere zusje Hereswith trouwde Æthelric, waarschijnlijk dezelfde als koning Ecgric van East Anglia. Toen Hilda nog een kind was werd haar vader vergiftigd aan het hof van de Keltische koning van Elmet (het tegenwoordige West Yorkshire). Algemeen wordt aangenomen dat ze werd grootgebracht aan het hof van koning Edwin in Northumbrië. Edwin werd op Paasdag, 12 april 627 samen met zijn hof, waaronder de dertienjarige Hilda, in een kleine houten kerk, haastig voor de gelegenheid gebouwd in de buurt van de huidige York Minster, gedoopt. De plechtigheid werd uitgevoerd door de monnik Paulinus van York, de eerste bisschop van Northumbrië, die uit Rome was gekomen met Augustinus van Canterbury. Als haar kapelaan had hij Æthelburga van Kent, een christelijke prinses uit Kent op haar reis naar het noorden om Edwin te trouwen, begeleid.
Van voor haar doop tot 647 is verder weinig over Hilda bekend, het is waarschijnlijk dat toen Edwin in de Slag bij Hatfield Chase, 633 gesneuveld was Hilda aan het hof van koning Anna van East Anglia, broer van Æthelric ging wonen. Hilda's zuster Hereswith was inmiddels weduwe geworden en had zich teruggetrokken in Abdij van Chelles, (Chelles) in Neustrië. Beda vervolgt Hilda's verhaal waar ze op het punt staat zich bij haar zus te voegen. Hilda besloot daarentegen gehoor te geven aan de oproep van de Ierse Aidan, stichter en eerste bisschop van Lindisfarne om naar Northumbrië te komen en daar als non te gaan leven.

## Leven als non

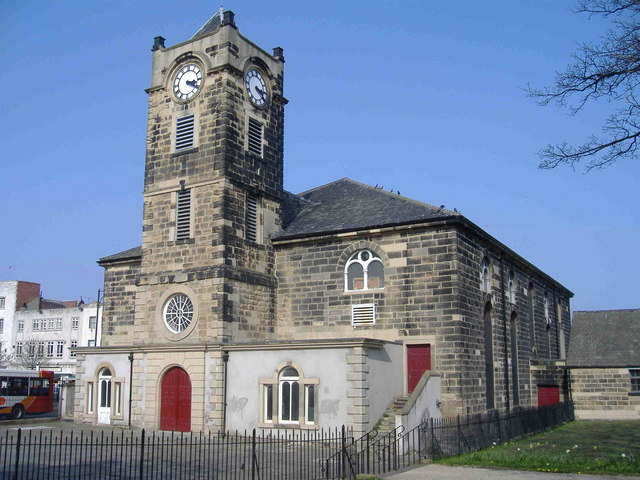
St. Hilda's Church, South Shields,
South Tyneside.

### Werhale
In 648 ontving Hilda van bisschop Aidan ten noorden van de Wear een hide land, Werhale of Wyrale genaamd. De ligging van dit klooster is niet bekend maar het zou in South Shields op de Headland gestaan hebben waar nu Saint Hilda's Church staat. Kerken in Northumbrië werden gewoonlijk vernoemd naar de heilige die ze gesticht hadden, en Hilda's naam is aanhoudend met deze plaats verbonden. De kapel is altijd St. Hild's genoemd, vaak zonder nadere indicatie van de locatie, maar de naam is hecht gekoppeld aan de plaats.

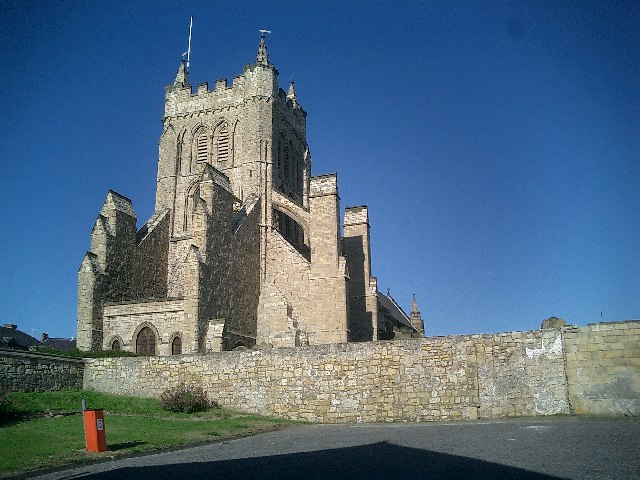
St. Hilda's Church,12e eeuw.
Headland, Hartlepool.

Hier leerde zij met enkele gezellinnen de tradities van het Keltisch christelijke kloosterleven kennen dat Aidan uit Iona had meegebracht. Na een jaar benoemde Aidan haar tot opvolgster van Heiu de stichteres en eerste abdis van de abdij van Heruteu.

### Heruteu
Hilda verliet haar kleine convent in Werhale en vertrok spoorslags naar Heruteu (Hartlepool Abbey).
 Hartlepool Abbey is het door archeologen extensiefst gezochte Northumbrische klooster uit de 7e- en 8e eeuw. De eerste opgravingen dateren uit 1833 toen bouwvakkers, vlak bij de huidige St Hilda's Church op de Headland, een kerkhof blootlegden met Angelsaksische artefacten. Desondanks is er van het klooster zelf geen spoor teruggevonden.

### Streaneshalch
In 657 stichtte Hilda, aan de monding van de rivier de Esk het nieuwe klooster van Streaneshalch, later door de Denen Whitby genoemd. Archeologisch bewijs toont aan dat de abdij het Keltische gebruik volgde waarbij de kloosterlingen in huisjes tot maximaal drie personen woonden. Gewoonlijk leefden de monniken en de nonnen, in dubbelkloosters als Hartlepool en Whitby gescheiden maar beleefden zij de eredienst gemeenschappelijk in de kerk. Dat de abdij onder Hilda de Keltische gewoonten volgde, ondanks Hilda's doop door de Romeinse Paulinus, ligt wel voor de hand, haar promotor Aidan bleef tot zijn dood een Keltische die-hard.
De exacte locatie en omvang van de kloosterkerk is onbekend. Beda stelt dat de oorspronkelijke idealen van het monastieke leven in Hilda's abdij strikt werden nageleefd: Alle goederen waren gemeenschappelijk bezit; aan christelijke normen en waarden werd nauwgezet de hand gehouden in het bijzonder vrede en naastenliefde; een ieder diende de Bijbel te bestuderen en goede werken te doen.
Minsten vijf monniken uit de abdij werden later bisschop: Ætla (Dorchester), Bosa van York († 9 maart 705), Oftfor, bisschop onder de Hwicce, Wilfrid en één werd heilig verklaard: Sint-Jan van Beverley, eerste bisschop van Hexham en later bisschop van York († 7 mei 721).

## Hilda's persoonlijkheid
"Iedereen die haar kende noemde haar moeder vanwege haar buitengewone godvruchtigheid en charme".

Beda beschrijft Hilda als een energieke vrouw goed in onderwijs en management. Ze verwierf zo'n goede reputatie om haar wijsheid dat koningen en prinsen haar raad zochten. Maar ook mensen uit het gewone volk hadden haar aandacht, zoals Cædmon, een herder in dienst van Whitby Abbey. Cædmon raakte via een droom geïnspireerd om liederen te zingen ter ere van God.  
Hilda herkende zijn talent en moedigde hem aan zijn gave verder te ontwikkelen.

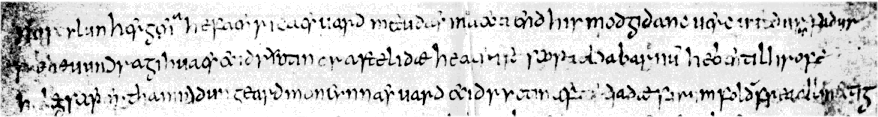
Het oudste bekende manuscript van het lied van Caedmon dateert uit ca. 737 en bevindt zich in de bibliotheek van de Universiteit van Cambridge

## De Synode van Whitby
Oswiu van Northumbrië koos Hilda's abdij als de plaats voor de Synode van Whitby, de eerste synode van de kerk in zijn koninkrijk. Hij nodigde vooraanstaande christenen, tot aan Wessex toe, uit om aanwezig te zijn. Veel van de aanwezigen onder wie Hilda die de gebruiken van het Keltische christendom aanhingen, aanvaardden de beslissing van de koning ten aanzien van de berekening van de paasdatum conform de Roomse berekening, en de benedictijnse tonsuur. Deze beslissing was onacceptabel voor de monniken van Lindisfarne, die zich op Iona en later naar Ierland terugtrokken.

## Ziekte en dood
Ondanks een slopende ziekte die haar lichaam de laatste zes jaar van haar leven teisterde bleef Hilda tot aan haar dood doorwerken. In haar laatste jaar stichtte ze nog een klooster te Hackness.

Zij stierf, na het viaticum te hebben ontvangen, bij het kraaien van de haan 's ochtends, 17 november, 680 op de voor die tijd hoge leeftijd van 66 jaar. Volgens Beda begonnen de klokken van het klooster van Hackness, veertien mijl van Whitby, op het moment van haar verscheiden spontaan te luiden. Een non Begu genaamd, getuigde dat engelen haar ziel hemelwaarts droegen.
Hilda werd als abdis opgevolgd door Eanfled, weduwe van koning Oswiu.

## Naschrift

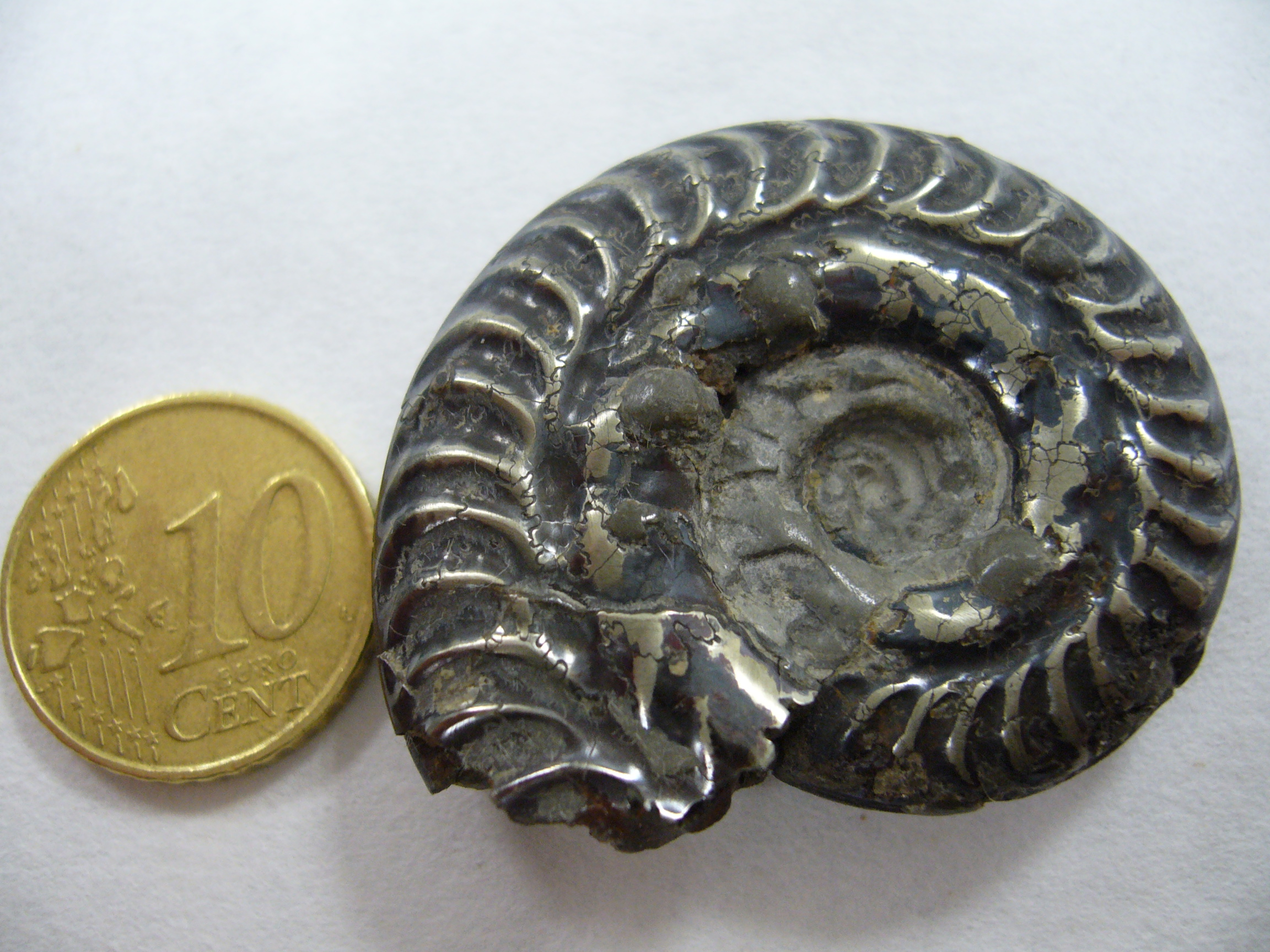
Hildoceras bifrons van Aveyron

Een plaatselijke legende verhaalt over een slangenplaag die door Sint-Hilda werd bestreden door de slangen in stenen te veranderen, waarmee de aanwezigheid van 
ammonieten op de kust bij Whitby werd verklaard. De ammoniet Hildoceras heeft zijn naam te danken aan Sint-Hilda. Volgens lokaal gebruik sneden “kunstenaars” slangenkoppen op ammonieten om deze als relikwieën van het wonder aan goedgelovigen te verkopen. Niet toevallig bestaat het wapen van Whitby uit drie van deze slangenstenen op een schild.
Vanaf eind 19e eeuw tot aan de dag van vandaag is er een hernieuwde belangstelling en devotie voor Sint-Hilda. Met de verbetering van het onderwijs aan meisjes en vrouwen is zij de patrones geworden voor veel scholen en colleges over de hele wereld o.a. College of St Hild and St Bede, Durham en St Hilda's College, Oxford zijn naar haar vernoemd. Hilda wordt beschouwd als een van de beschermheiligen van eruditie en cultuur, waaronder (dankzij haar patronage van Caedmon) van de dichtkunst.
Op de Headland van Hartlepool staat de 12e-eeuwse Anglicaanse St. Hilda's Church, dicht bij de plek waar vroeger Hartlepool's Abbey heeft gestaan.
Twee kerken in Whitby, één Anglicaans en de ander Rooms-katholiek, zijn aan haar gewijd.
Sinds 1915 is te St Hilda's Priory even buiten Whitby, een gemeenschap van Anglicaanse zusters, die haar inspiratie haalt uit leven, werken en idealen van Sint-Hilda.
In de Rooms-Katholieke Kerk en de oosters-orthodoxe kerken wordt Sint-Hilda's feestdag gevierd op 17 november. In de Anglicaanse kerk op 19 november.